# Polonij
Polonij je kemijski element atomskog (rednog) broja 84 i atomske mase 209,98 (210). U periodnom sustavu elemenata predstavlja ga simbol Po.
Polonij je radioaktivni polumetal, kojeg su otkrili 1898. godine Marie i Pierre Curie kao sastojak uranijeve rude smolinca - (uraninita; pehblenda), gdje nastaje radioaktivnim raspadom uranija, iz Joahimova u Češkoj. Polonij je ime dobio po Poljskoj, rodnoj domovini Marie Curie. On se nalazi u uranijevim i torijevim rudama u vrlo maloj količini, na 1000 tona rude ima ga oko 0,03 g. Vrlo je rijedak, tako da u 1t uranija ima svega 100 mg polonija. Zbog visoke cijene na tržištu primjena mu je ograničena. Uglavnom se koriste polonijevi izotopi, koji alfa-zračenjem oslobađaju mnogo topline, pa se mogu koristiti kao izvor energije u satelitima. Osim toga koristi se za uklanjanje statičkog elektriciteta u prostorijama gdje je elektricitet nepoželjan. Jako je otrovan i radioaktivan. Polonij se izdvaja iz ruda zajedno s bizmutom, od koga se odvaja u obliku svoga sulfida, koji se teže otapa u vodi od bizmut-sulfida. Polonij je polumetal sjajan kao srebro, po kemijskim osobinama sličan je teluru, a po fizičkim više je sličan Ti, Pb i Bi. Tako, na primjer, gradi slično jedinjenje s vodikom, H2Po, kao telur. Poznato je 27 radioaktivnih izotopa polonija. Najstabilniji polonijev izotop je Po-209, njegov poluživot je 42 godine. Izotop Po-210, njegov poluživot je 138,4 dana, a može se dobiti ozračivanjem bizmuta (Bi-209) u nuklearnom reaktoru. Ovaj izotop dokazan je u dimu cigareta, a nastaje raspadanjem Pb-210. Polonij se javlja u svojim jedinjenjima u oksidacionim stanjima: -2,+2,+4 i +6.